# 小行星8007
小行星8007是一颗围绕太阳公转的小行星。1988年9月8日，亨利·德波鸿诺在拉西拉天文台发现了此天体。
这颗小行星的绝对星等为25.50424等。